# Hylaeamys megacephalus
Hylaeamys megacephalus (Гілеаміс великоголовий) — вид гризунів з родини Хом'якові (Cricetidae).

## Етимологія
грец. ὕλη — «дрова», грец. μῦς — «миша»; грец. mέγα — «великий», грец. κεφαλή — «голова».

## Опис виду
Середня вага тіла дорослої особини: 57 гр. Середня повна довжина тіла дорослої особини: 12.21 см.

## Проживання
Країни проживання: Бразилія; Французька Гвіана; Гаяна; Парагвай; Суринам; Тринідад і Тобаго; Венесуела. Цей вид зустрічається в системі початкових, вторинних та деградованих лісів.

## Загрози та охорона
Немає великих загроз для цього виду. Зустрічається в охоронних територіях.
| Панда | Це незавершена стаття з теріології. Ви можете допомогти проєкту, виправивши або дописавши її. |